# کهریزحسین‌آباد ناظم
کهریز ناظم، روستایی از توابع بخش سامن شهرستان ملایر در استان همدان ایران است.

## جمعیت
این روستا در دهستان حرم رودسفلی قرار دارد و براساس سرشماری مرکز آمار ایران در سال ۱۳۹۵، جمعیت آن ۴۴۸ نفر (۱۵۸خانوار) بوده‌است.